# Alain Koudou
Alain Koudou, ook bekend als Arunina, (Abidjan, 21 oktober 1984) is een voormalig Ivoriaanse voetballer, die zijn carrière afsloot bij US Sainte-Anne de Vertou. Arunina was een aanvaller en speelde met rugnummer 18. Eerder speelde hij onder andere voor ASEC Mimosas, SK Beveren en Olympic Charleroi.

## Carrière
- 2001-2004: ASEC Mimosas
- 2004-2008: KSK Beveren
- 2008: Olympic Charleroi
- 2008-2009: CS Visé
- 2009-2010: Red Star Paris
- 2010-2011: USJA Carquefou
- 2011-2013: US Sainte-Anne de Vertou
- 2013-2014: SO Romorantinais